# 相楽新平
相楽 新平（さがら しんぺい、1936年（昭和11年）6月17日 - ）は、日本の政治家。福島県須賀川市長（3期）。

## 来歴
福島県岩瀬郡須賀川町（現・須賀川市）出身。日本大学第二工学部中退。須賀川市役所に入り、収入役などを務める。1996年、須賀川市長高木博急死による市長選挙に立候補し当選する。2000年、2004年とも無投票で当選し、市長を3期務める。2008年に退任した。